# Kulm (Gemeinden Glanegg und Liebenfels)
Kulm ist ein Ort in Kärnten (Österreich). Durch den Ort verläuft die Grenze zwischen den Katastralgemeinden Tauchendorf und Rottschaft Feistritz, die gleichzeitig die Grenze zwischen den politischen Gemeinden Glanegg und Liebenfels sowie zwischen den Bezirken Feldkirchen und Sankt Veit an der Glan ist. Dadurch zerfällt der Ort in zwei Ortschaften: die Ortschaft Kulm in der Gemeinde Glanegg hat 11 Einwohner (Stand 1. Jänner 2024), die Ortschaft Kulm in der Gemeinde Liebenfels hat 2 Einwohner (Stand 1. Jänner 2024).

## Lage
Der Ort liegt in den Wimitzer Bergen, am Südostabhang des Kulmbergs. Durch den Ort verläuft eine Katastralgemeindegrenze: der nördliche Teil des Orts liegt auf dem Gebiet der Katastralgemeinde Rottschaft Feistritz, der südliche Teil des Orts auf dem Gebiet der Katastralgemeinde Tauchendorf. Früher waren die Ortsteile durch einen Weg verbunden, heute ist der nördliche Teil auf der Straße nur von Glantschach aus erreichbar, der südliche Teil nur von St. Leonhard aus. Obwohl die beiden Ortsteile nur 300 Meter Luftlinie voneinander entfernt sind, sind heute auf dem Straßenweg etwa 7 Kilometer zurückzulegen, um vom nördlichen zum südlichen Teil zu gelangen.

## Geschichte vor der Teilung
Der Ort wurde 1260 als Chulem erwähnt. Das Haus Oberer Kulm Nr. 1 geht auf das Stammhaus des Geschlechts der Kulmer zurück, die die Schlösser Rosenbichl und Hohenstein errichteten.

## Bevölkerungsentwicklung des gesamten Orts
Für den Ort ermittelte man folgende Einwohnerzahlen:
- 1869: 3 Häuser, 41 Einwohner
- 1880: 5 Häuser, 43 Einwohner
- 1890: 3 Häuser, 36 Einwohner
- 1910: 3 Häuser, 37 Einwohner
- 1961: 4 Häuser, 23 Einwohner
- 2001: 5 Gebäude, 18 Einwohner, 4 Haushalte, 0 Arbeitsstätten, 2 land- und forstwirtschaftliche Betriebe
- 2011: 3 Gebäude, 18 Einwohner, 4 Haushalte, 1 Arbeitsstätten
- 2021: 3 Gebäude, 12 Einwohner, 3 Haushalte, 2 Arbeitsstätten

## Ortschaft Kulm (Gemeinde Glanegg)

### Lage
Die Ortschaft umfasst den Hof Unterer Kulmbauer bzw. Unterkulm (Haus Nr. 1), wenige hundert Meter nördlich von St. Leonhard.

### Geschichte
In der ersten Hälfte des 19. Jahrhunderts gehörte der in der Steuergemeinde Tauchendorf liegende Teil des Ortes zum Steuerbezirk Glanegg. Bei Bildung der Ortsgemeinden im Zuge der Reformen nach der Revolution 1848/49 kamen diese Häuser an die Gemeinde Tauchendorf, die 1956 an die Gemeinde Glanegg angeschlossen wurde.

### Bevölkerungsentwicklung
Für die Ortschaft ermittelte man folgende Einwohnerzahlen:
- 1869: 1 Haus, 21 Einwohner[4]
- 1880: 2 Häuser, 22 Einwohner[5]
- 1890: 1 Haus, 14 Einwohner[6]
- 1910: 1 Haus, 19 Einwohner[7]
- 1961: 1 Haus, 7 Einwohner[8]
- 2001: 2 Gebäude (davon 2 mit Hauptwohnsitz) mit 2 Wohnungen; 11 Einwohner und 1 Nebenwohnsitzfall; 2 Haushalte; 0 Arbeitsstätten, 1 land- und forstwirtschaftlicher Betrieb[9]
- 2011: 2 Gebäude, 11 Einwohner, 2 Haushalte, 1 Arbeitsstätte[10]
- 2021: 2 Gebäude, 10 Einwohner, 2 Haushalte, 1 Arbeitsstätte[11]

## Ortschaft Kulm (Gemeinde Liebenfels)

### Lage
Die Ortschaft liegt etwa einen Kilometer südwestlich von Glantschach. Sie umfasst die Höfe Oberer Kulmer (Haus Nr. 1) und, etwa 300 Meter nördlich davon, Haselberger (Haus Nr. 2).

### Geschichte
Die auf dem Gebiet der Steuergemeinde Rottschaft Feistritz befindlichen Häuser waren in der ersten Hälfte des 19. Jahrhunderts Teil des Steuerbezirks Kraig und Nußberg.
Bei Bildung der Ortsgemeinden im Zuge der Reformen nach der Revolution 1848/49 kamen diese Häuser zunächst an die Gemeinde Glantschach, 1875 an die Gemeinde Pulst. Durch die Fusion der Gemeinden Pulst, Liemberg und Hardegg 1958 kam die Ortschaft zur Gemeinde Liebenfels.

### Bevölkerungsentwicklung
Für die Ortschaft ermittelte man folgende Einwohnerzahlen:
- 1869: 2 Häuser, 20 Einwohner[12]
- 1880: 3 Häuser, 21 Einwohner[13]
- 1890: 2 Häuser, 22 Einwohner[14]
- 1900: 1 Haus, 9 Einwohner[15]
- 1910: 2 Häuser, 18 Einwohner[16]
- 1923: 2 Häuser, 20 Einwohner[17]
- 1934: 17 Einwohner[18]
- 1961: 3 Häuser, 16 Einwohner[19]
- 2001: 3 Gebäude (davon 1 mit Hauptwohnsitz) mit 2 Wohnungen; 7 Einwohner und 0 Nebenwohnsitzfälle; 2 Haushalte; 0 Arbeitsstätten, 1 land- und forstwirtschaftlicher Betrieb[20]
- 2011: 1 Gebäude, 7 Einwohner, 2 Haushalte, 0 Arbeitsstätten[10]
- 2021: 1 Gebäude, 2 Einwohner, 1 Haushalte, 1 Arbeitsstätte[21]